# Шапсвил (Пенсилванија)
Шапсвил (енгл. Sharpsville) град је у америчкој савезној држави Пенсилванија.

## Демографија
По попису из 2010. године број становника је 4.415, што је 85 (-1,9%) становника мање него 2000. године.
| Група             | 2000.         | 2010.         |
| Белци             | 4.302 (95,6%) | 4.182 (94,7%) |
| Афроамериканци    | 104 (2,3%)    | 98 (2,2%)     |
| Азијати           | 18 (0,4%)     | 24 (0,5%)     |
| Хиспаноамериканци | 41 (0,9%)     | 37 (0,8%)     |
| Укупно            | 4.500         | 4.415         |